# Isomerase
Isomerase omvat een groep van enzymen die bij een molecuul de isomere structuurverandering katalyseren. De belangrijkste biochemische isomeervorming is de aldose-ketose-verandering.
Tot de isomerasen behoren onder andere de 
- Epimerasen
- Razemasen
- Mutasen

Bij de mens (Homo sapiëns) zijn er ± 42 isomerasen bekend (werkzaam in het lichaam).

## Classificatie
Isomerasen worden in het EC-nummer-classificatiesysteem met het cijfer 5 aangeduid. Een isomerase-enzym heeft derhalve het nummer 5.X.X.X. Hiervan bestaan 6 onderklassen. De tweede X geeft het type isomeervorming aan.
- EC 5.1 omvat isomerasen die racemisatie (razemasen) en epimerisatie (epimerasen) katalyseren
- EC 5.2 omvat isomerasen die geometrische isomeren (cis-trans isomerasen) katalyseren
- EC 5.3 omvat isomerasen die intramoleculaire oxidoreductasen katalyseren
- EC 5.4 omvat isomerasen die intramoleculaire transferasen (mutasen) katalyseren
- EC 5.5 omvat isomerasen die intramoleculaire lyasen katalyseren
- EC 5.99 omvat andere isomerasen (tevens topo-isomerasen)

## Voorbeelden
- Glucose-1,6-bisfosfaat
- Glucoseisomerase
- Triosefosfatisomerase
- Pentosefosfatepimerase
- Vitamine B12